# Список мінералів

#### Індекс:
А Б В Г Ґ Д Е Є Ж З І Ї Й К Л М Н О П Р С Т У Ф Х Ц Ч Ш Щ Ю Я

## А
- Абернатіїт
- Абхазит
- Авантюрин
- Аваруїт
- Авгіт
- Авіценіт
- Авогадрит
- Агальматоліт
- Агаїт
- Агат (мінерал)
- Агріньєрит
- Аґриколаїт
- Адамін
- Аделіт
- Адельфоліт
- Адмонтит
- Адуляр
- Азбест
- Азовськіт
- Азопроїт
- Азурит
- Айкініт
- Айоваїт
- Акагенеїт
- Акаоґіїт
- Акантит
- Акатореїт
- Аквакрептит
- Аквамарин
- Акдалаїт
- Акерманіт
- Акімотоїт
- Акміт
- Акрохордит
- Аксаїт
- Аксиніт
- Акташит
- Актиноліт
- Алабандин
- Алаїт
- Алакраніт
- Алактит
- Аламозит
- Алебастр
- Алексит
- Алеганьїт
- Алмаз
- Алофан
- Алтаїт
- Алуніт
- Алуноген
- Алуштит
- Алюмініт
- Алюмобритоліт
- Алюмогідрокальцит
- Алюмохроміт
- Алюноген
- Алюодит
- Аляскит
- Альбіт
- Альгодоніт
- Альєндеїт
- Альмандин
- Альстоніт
- Амазоніт
- Амаскід гірський
- Амблігоніт
- Амбрит
- Амброзин
- Амезит
- Аметист
- Аметрин
- Амфіболи
  - Амфібол-азбест
- Амфіболіт
- Анальцим
- Анапаїт
- Анатаз
- Ангідрит
- Англезит
- Андалузит
- Андезин
- Андерсоніт
- Андрадит
- Анкерит
- Анабергіт
- Анандит
- Анатаз
- Андалузит
- Андезин
- Андрадит
- Анівіт
- Аніт
- Анкерит
- Анкіліт
- Анортит
- Анортоклаз
- Антарктикіт
- Антигорит
- Антимоніт
- Антипертит
- Антлерит
- Антофіліт
- Апатит
- Апофіліт
- Арагоніт
- Аргіліт
- Аргіродит
- Аргентит
- Аргентопірит
- Армстронгіт
- Армолколіт
- Артроїт
- Арсен самородний
- ‎Арсеноламприт
- Арсеноліт
- Арсенопірит
- Артиніт
- Арфведсоніт
- Асболан
- Астраханіт
- Астрофіліт
- Атакаміт
- Аурипігмент
- Аурихальцит
- Афвіліт
- Афганіт
- Африцит
- Ахейліт
- Ахроїт
- Ацетамід (мінерал)
- Ашарит
- Ашкрофтин

   (угору)

## Б
- Бабефіт
- Бавеніт
- Бадделеїт
- Баєрит
- Базоалюмініт
- Бакерит
- Банальсит
- Бандиліт
- Барарит
- Барбертоніт
- Бариліт
- Барит
- Баритокальцит
- Баритолампрофіліт
- Баріосинкозит
- Бастнезит
- Бафертисит
- Бедантит
- Беєрит
- Бейделіт
- Бекереліт
- Біломорит
- Белянкініт
- Беміт
- Бенітоїт
- Бенстоніт
- Бербенкіт
- Березит
- Берауніт
- Берил
- Беркеїт
- Бертрандит
- Бертьєрин
- Бертьєрит
- Берцеліаніт
- Берцеліїт
- Бетпакдаліт-CaCa
- Беміт
- Бетафіт
- Бештауїт
- Біверит
- Бікітаїт
- Біксбіїт
- Білорусит
- Бініт
- Біотит
- Бірміт
- Бірюза
- Бісміт
- Бісмокліт
- Бісмут самородний
- Бісмутин
- Бісмутит
- Бісмутотанталіт
- Бітовніт
- Бішофіт
- Бльодит
- Бобковіт
- Боденбендерит
- Бозинген
- Болеїт
- Болтвудіт
- Болівіан
- Борацит
- Бордозит
- Боркарит
- Борніт
- Боронатрокальцит
- Ботріоген
- Боулінгіт
- Бравоїт
- Бразиліаніт
- Бранерит
- Брауніт
- Брегіт
- Бредальбаніт
- Бредигіт
- Брейнерит
- Блесдалеїт
- Бритоліт
- Бромаргірит
- Бромеліт
- Бронзит
- Брошантит
- Брукіт
- Брункіт
- Брунсвігіт
- Бруньятеліт
- Брусит
- Брушит
- Брюстерит
- Буланжерит
- Бултфонтейніт
- Бура
- Бурноніт
- Бурсаїт
- Бурштин
- Бустаміт
- Бистрит

   (угору)

## В
- Вааліт
- Вавеліт
- Вад
- Вадаліт
- Вадеїт
- Вайракіт
- Валентиніт
- Валерит
- Ванадиніт
- Вандендрисшеїт
- Ванураніліт
- Вапно
- Варисцит
- Вататсуміт
- Везувіан
- Вейліт
- Вейншенкіт
- Велініт
- Верделіт
- Вермікуліт
- Вернадит
- Верпланкіт
- Вівіаніт
- Вілеміт
- Вілліоміт
- Віргіллюїт[1][2]
- Вітерит
- Вітлокіт
- Вишневіт
- Воджиніт
- Вокеленіт
- Воксит
  - Паравоксит
  - Метавоксит
- Воластоніт
- Волонськіт
- Вольфраміт
- Вороб'євіт
- Вохра
- Врбаїт
- Вулканіт
- Вульфеніт
- Вуорелайнніт
- Вюртцит
- Вяльсовіт
- Вьолерит

   (угору)

## Г
- Гагарініт
- Гагат
- Гадолініт
- Галаксит
- Галеніт
- Галенобісмутит
- Галіт
- Галотрихіт
- Галуазит
  - гідрогалуазит
  - метагалуазит
- Гамбергіт
- Ганавальтит
- Ганомаліт
- Гантит
- Гапкеїт
- Гармотом
- Гармуніт
- Гароніт
- Гарнієрит
- Гаспеїт
- Гастингсит
- Гатоніт
- Гауліт
- Гаусманіт
- Гафнон
- Гаюїн
- Геарксутит
- Гегбоміт
- Геденбергіт
- Гейландит
- Гейлюсит
- Гейнтрихіт
- Гексагідрит
- Геленіт
- Гелімондит
- Геліодор (мінерал)
- Гельвін
- Гельєрит
- Гематит
- Геміморфіт
- Гентгельвін
- Геокроніт
- Гергеїт
- Гердерит
- Герсдорфіт
- Герциніт
- Гесит
- Гесоніт
- Гетерозит
- Гетероліт
- Гетероморфіт
- Гетит
- Гетчеліт
- Гіаліт
- Гіалофан
- Гіацинт (мінерал)
- Гібсит
- Гідденіт
- Гідраргіліт
- Гідратопірогенний мінерал
- Гідробіотит
- Гідроборацит
- Гідроксилапатит
- Гідроксилгердерит
- Гідромагнезит
- Гідроталькіт
- Гідроцерусит
- Гідроцинкіт
- Гієратит
- Гізингерит
- Гілебрандит
- Гільгардит
- Гіперстен
- Гіпс
- Гіроліт
- Гірське масло
- Гірський віск
- Гірський кришталь
- Глазерит
- Глауберит
- Глаукодот
- Глауконіт
- Глаукофан
- Глаукохроїт
- Глет
- Гмелініт
- Гоґаніт
- Гогманіт
- Годефруаїт
- Голандит
- Голдманіт
- Гольдшмідтит
- Гонардит
- Гортоноліт
- Госларит
- Гранат
- Грандідьєрит
- Граутит
- Графіт
- Гринокіт
- Гросуляр
- Гротит
- Грюнерит
- Гуанахуатит
- Гудмундит
- Гумберстоніт
- Гуміт (мінерал)
  - Група гуміту
- Гюбнерит
- Гюроліт

   (угору)

## Ґ
- Ґеленіт
- Ґаліт
- Ґаніт
- Ґетит
- Ґлокерит
- Ґуміт

   (угору)

## Д
- Давидит
- Давсоніт
- Дакіардит
- Даналіт
- Данбурит
- Дарапськіт
- Датоліт
- Девілін
- Девін
- Дейвісит
- Деклуазит
- Делафосит
- Делієнсит
- Дельвоксит
- Демантоїд
- Демесмекерит
- Десмін
- Джемсоніт
- Дженсеніт
- Джеспіліт
- Джоаннеуміт
- Дигеніт
- Дикіт
- Діабантит
- Діаболеїт
- Діамант
- Діаніт
- Діаспор
- Діоксид силіцію
- Діопсид
- Діоптаз
- Дизаналіт
- Дискразит
- Доломіт
- Донбасит
- Дорит
- Дравіт
- Дундазит
- Дуніліт
- Дуфтит
- Дюмортьєрит

   (угору)

## Е
- Евдіаліт
- Евенкіт
- Евклаз
- Евкриптит
- Евксеніт
- Егірин
  - Егірин-авгіт
- Едінгтоніт
- Едскоттит
- Електрум
- Ельбаїт
- Ельпідит
- Енаргіт
- Ендрюсит
- Енігматит
- Енстатит
- Епідот
- Епістоліт
- Епсоміт
- Еритрин
- Есколаїт
- Ешиніт

   (угору)

## Є
- Єнцшит
- Єремеєвіт
- Єтманіт

   (угору)

## Ж
- Жад
- Жадеїт
- Жедрит
- Жисмондин
- Жозеїт

   (угору)

## З
- Закканьяїт
- Залізо самородне
- Заратит
- Зауальпіт див. Цоїзит
- Зденекіт
- Зеленорудь
- Зенгеїт
- Злудень
- Змійовик (мінерал)
- Золото самородне
- Зуніїт
- Зьонгеїт

   (угору)

## І
- Іантиніт
- Івоніт
- Ідаїт
- Ідріалін
- Ідріаліт
- Ійоїт
- Іксіоліт
- Іліт
- Ільваїт
- Ільменіт
- Ільменорутил
- Імпактит
- Індиголіт
- Ініоїт
- Інсізваїт
- Іоганценіт
- Іоліт
- Іоніт (мінерал)
- Ірніміт
- Іридій осмистий
- Ісландський шпат
- Ітабірит
- Ітоігаваїт
- Ітріаліт
- Ітротанталіт
- Іхтіогліпт
- Ію

   (угору)

## Ї
- Їксуніт

   (угору)

## Й
- Йоганніт
- Йогансеніт
- Йогачидоліт
- Йодаргірит
- Йодерит
- Йорданіт
- Йосіокаїт

   (угору)

## К
- Кавансит
- Кадиреліт
- Кадмоселіт
- Казоліт
- Каїніт
- Какоксеніт
- Калаверит
- Каламін
- Каледоніт
- Каліборит
- Калій-фери-лікеїт
- Калійна селітра
- Каліофіліт
- Каломель
- Кальсиліт
- Кальцит
- Камасит
- Камбалдаїт
- Каніт
- Канкриніт
- Каолін
- Каолініт
- Карбонадо
- Кареліаніт
- Кармініт
- Карналіт
- Карнеол
- Карнотит
- Кароліт
- Карпатит
- Карфоліт
- Каситерит
- Катаплеїт
- Катофорит
- Кахолонг
- Кварц
- Квенселіт
- Кеммерерит
- Кеншоїт
- Кераргітит
- Керит (бітумінозний продукт)
- Керит (похідна слюд)
- Кермезит
- Керніт
- Керновіт
- Керсутит
- Кертисит
- Керченіт
- Кестерит
- Києвіт
- Кириловіт
- Кіаніт
- Кізерит
- Кіновар
- Кір (бітум)
- Клевеїт
- Клейніт
- Клейофан
- Кліногуміт
- Кліноклаз
- Кліноптилоліт
- Клінохлор
- Кліноцоїзит
- Клодетит
- Кнопіт
- Кнорингіт
- Кобальтит
- Кобальтокальцит
- Ковелін
- Когеніт
- Коесит
- Козаліт
- Кокчетавіт
- Колеманіт
- Колорадоїт
- Колумбіт
- Конхіт
- Комаровіт
- Копіапіт
- Кордієрит
- Коренсит
- Коркіт
- Корнерупін
- Корнетит
- Коронадит
- Корунд
- Коскреніт
- Котоїт
- Котуніт
- Котяче око
- Коффініт
- Креднерит
- Кремінь
- Кренерит
- Кридит
- Кридлеїт
- Кризеліт
- Криптомелан
- Кристобаліт
- Кріновіт
- Гірський кришталь
- Кріоліт
- Крокоїт
- Кронштедтит
- Ксенотим
- Ксенофіліт
- Ксокомекатліт
- Ксонотліт
- Кубаніт
- Кукеїт
- Кумінгтоніт
- Кунцит
- Куприт
- Купроаурид
- Купросклодовськіт
- Купрошпінель
- Курчатовіт
- Кюрит
- Кюстеліт

   (угору)

## Л
- Лабрадор (мінерал)
- Лабунцовіт
- Лавровіт
- Лавсоніт
- Лазуліт
- Лазурит
- Лампадит
- Лампрофіліт
- Лангбейніт
- Ландауїт
- Ландсбергіт
- Ларніт
- Латіуміт
- Лаубманіт
- Лауеїт
- Лаурит
- Лауріоніт
- Лаутарит
- Лафаміт
- Лафоретит
- Левеїт
- Левін (мінерал)
- Ледгіліт
- Лейкоксен
- Лейсингіт
- Лейтоніт
- Лейцит
- Леконтит
- Ленґенбахіт
- Леонгардит
- Леонгардтит
- Леоніт
- Леперсоніт-(Gd)
- Леперсоніт-(Nd)
- Лепідокрокіт
- Лепідоліт
- Лепідомелан
- Лермонтовіт
- Летовіцит
- Лешательєрит
- Ліберит
- Лібетеніт
- Лівінгстоніт
- Лізардит
- Ліказит
- Ліліаніт
- Лімаїт
- Лімоніт
- Лінарит
- Ліндгреніт
- Ліньчжиїт
- Лінеїт
- Ліроконіт
- Літіофіліт
- Літіофосфат
- Літіофорит
- Ловеніт
- Ловерингіт
- Ловозерит
- Ловчорит
- Лозейїт
- Ломбардит
- Ломоносовіт
  - β-ломоносовіт
- Ломонтит
- Лонґбаніт
- Лонсдейліт
- Лопарит
- Лорандит
- Луаньхеїт
- Луєшит
- Людвігіт
- Любероїт
- Любецькіт
- Люнебургіт
- Люсатит
- Люцоніт
- Льолінгіт
- Льюістоніт

   (угору)

## М
- Магбасит
- Магнезит (мінерал)
- Магнезіотааффеїт-2N'2S
- Магнезіотааффеїт-6N'3S
- магнезіохроміт
- Магнетит
- Магнетоплюмбіт
- Маґгеміт
- Маґнусоніт
- Майєніт
- Майєрсит
- Майзерит
- Макдональдит
- Макелістерит
- Маккельвіїт
- Маккінстріїт
- Макосланіт
- Малаїт
- Малакон
- Малардит
- Малахіт
- Мальдоніт
- Манертит
- Манандоніт
- Манасеїт
- Мангангросуляр
- Манганіт (Манґаніт)
- Манґанозит
- Манжироїт
- Маргарит
- Маріаліт
- Маріуполіт
- Марказит
- Марккуперит
- Марматит
- Мартит
- Маршит
- Масикот
- Масканьїт
- Матильдит
- Матлокіт
- Маунтиніт
- Маурицит
- Мауфіт
- Маухерит
- Мезоліт (мінерал)
- Мезомікроклін
- Мезопертит
- Мейєргоферит
- Мейоніт
- Меланіт
- Меланофлогіт
- Меланохроїт
- Мелантерит
- Меланхім
- Меліліт
- Мелліт
- Мелоніт
- Мельниковіт
- Мендоцит
- Менегініт
- Мервініт
- Мердочит
- Мерих'юїт
- Мерріліт
- Метаалуноґен
- Метаборит
- Метаварисцит
- Метавоксит
- Метавольтин
- Метагалуазит
- Метагогманіт
- Метаотеніт
- Метаторберніт
- Метацейнерит
- Метацинабарит
- Меуригіт-K
- Меуригіт-Na
- Міаргерит
- Мідлтоніт
- Мідна уранова слюдка
- мідь самородна
- Мікроклін
- Мікроліт
- Міксит
- Міларит
- Мілерит
- Мілісит
- Міметезит
- Мінасраґрит
- Мінгуцит
- Мінерал І
- Мінерал ІІ
- Мінерал А
- Мінерал Ц
- Мінерал Q
- Мінерал S
- Мінерал Гентце
- Мінерал Дюррфельда
- Мінерал з Мозамбіку
- Мінесотаїт
- Мінрекордит
- Мірабіліт
- Мітридатит
- Мозезит
- Моїхукіт
- Моктесуміт
- Молібденіт
- Молібдит
- Монацит
- Монтбреїт
- Монтебразит
- Монтичеліт
- Монтморилоніт
- Монтрозеїт
- Мончеїт
- Мораесит
- Морденіт
- Моренозит
- Мориніт
- Морит
- Моріон
- Морська пінка
- Мотраміт
- Моурит
- Муасаніт
- Муліт
- Муммеїт
- Мурит
- Морімотоїт
- Мурманіт
- Мусковіт

   (угору)

## Н
- Нагіагіт
- Накрит
- Нарсарсукіт
- Настуран
- Натрієва селітра
- Натроліт
- Натромонтебразит
- Натрон (мінерал)
- Натроотеніт
- Натрохальцит
- Натроярозит
- Науяказит
- Нашатир
- Нев'янськіт
- Нейборит
- Некоїт
- Немаліт
- Ненадкевичит
- Ненадкевіт
- Нептуніт
- Непуїт
- Несквегоніт
- Науманіт
- Нефелін
- Нефрит
- Нієрит
- Ніїгатаїт
- Нікелін
- Нікель-залізо
- Нікель-гексагідрит
- Нікельфосфід
- Ніобофіліт
- Нозеан
- Норбергіт
- Норденшельдин
- Нордит
- Нонтроніт
- Ньюбериїт
- Ньютоніт

   (угору)

## О
- Обманка — групова назва мінералів
- Обсидіан
- Обпав
- Овіхіїт
- Озаніт
- Озокерит
- Окартит
- Океніт
- Олзахерит
- Олівеніт
- Олівін
- Олігоклаз
- Олександрит
- Олово самородне
- Ольшанськіт
- Омінеліт
- Омфацит
- Онгоніт
- Онікс
- Опал
- Оппенгаймерит
- Орегоніт
- Ортит
- Ортоклаз
- Осаризаваїт
- Осборніт
- Осмистий іридій
- Осмій самородний
- Остеоліт
- Осуміліт
- Отеніт
- Оттоїт
- Офіокальцит
- Офіт
- Оямаліт

   (угору)

## П
- Павоніт
- Паладій самородний
- Палермоїт
- Палигорськіт
- Пальмієрит
- Пандаїт
- Пандерміт
- Паньгуіт
- Папагоїт
- Параадамін
- Параатакаміт
- Парабатлерит
- Паравоксит
- Парагоніт
- Парамонтрозеїт
- Параскупіт
- Парателурит
- Паратенорит
- Парацельзіан
- Паргасит
- Паризит-(Ce)
- Паризит-(La)
- Паризит-(Nd)
- Паркерит
- Парсонсит
- Паскоїт
- Паулінгіт
- Пахноліт
- Пегматит
- Пектоліт
- Пейніт
- Пеліїт
- Пенін
- Пентагідрит
- Пентландит
- Пенфільдит
- Перелівіт
- Перидот
- Периклаз
- Перовськіт
- Пертит
- Перциліт
- Петаліт
- Петерсит
- Петербайлісит
- Петровіт
- Петцит
- П'ємонтит
- Піжоніт
- Пізаніт
- Пійпіт
- Пікерингіт
- Піноїт
- Піраргірит
- Пірит
- Піроаурит
- Піроксмангіт
- Піролюзит
- Піроморфіт
- Піроп
- Піростильпніт
- Піротин
- Пірофаніт
- Пірофіліт
- Пірохлор
- Пірохлорит
- Піротин
- Пірсит
- Пірсоніт
- Пітицит
- Плагіоклаз
- Плагіоніт
- Планшеїт
- Платина
- Платина самородна
- Платиніт
- Плюмбаго
- Плюмбогуміт
- Плюмбоніобіт
- Плюмбоферит
- Плюмбоярозит
- Повсть гірська
- Подоліт
- Полібазит
- Полігаліт
- Полідиміт
- Полікраз
- Поліксен
- Полімігніт
- Полкановіт
- Полуцит
- Польовий шпат
- Порпецит
- Портландит
- Потсит
- Празем
- Прайдерит
- Предацит
- Преніт
- Преображенськіт
- Пржевальськіт
- Приазовіт
- Прустит
- Пршибраміт
- Псевдомалахіт
- Пробертит
- Псевдоболеїт
- Псевдобрукіт
- Псевдомалахіт
- Псевдоотеніт
- Псиломелан
- Пумпеліїт
- Пурпурит
- Путнісит
- Пущаровськіт

   (угору)

## Р
- Рамельсберґіт
- Рамзаїт
- Ратовкіт
- Раухтопаз
- Реальгар
- Ревдинськіт
- Рейдмаркіт[1][2]
- Ренгеїт
- Реньєрит
- Рецбаніїт
- Рибекіт
- Рикардит
- Ринколіт
- Рихтерит
- Рогова обманка
  - Рогова обманка базальтична
  - Рогова обманка звичайна
- Родоліт
- Родоніт
- Родохрозит
- Родусит
- Рожевий кварц[de]
- Розазит
- Розенбушит
- Розеніт
- Розумовськіт(н) («Razoumowskin») - див. алофан
- Рокбриджит
- Роскоеліт
- Роуландит
- Рошерит
- Ртуть самородна
- Рубеліт
- Рубін
- Руменіт
- Рутил
- Рьомерит

   (угору)

## С
- Сааміт
- Сабугаліт
- Сагамаліт
- Сагеніт
- Сакураїїт
- Салеїт
- Самарськіт
- Самород
- Самородна мідь
- Самородна ртуть
- Самородна платина
- Самородна сірка
- Самородне золото
- Самородне олово
- Самородний арсен
- Самородний бісмут
- Самородний паладій
- Самородний свинець
- Самородний осмій
- Самородний селен
- Самородний родій
- Самплеїт
- Самсоніт
- Санборніт
- Сангарит
- Сандерит
- Санідин
- Сапоніт
- Сапфір
- Сапфірин
- Сардер
- Сариаркіт
- Саркініт
- Сарколіт
- Сарм'єнтит
- Сасолін
- Сафлорит
- Сахаїт
- Сборджит
- Свартцит
- Світцерит
- Світня
- Севергініт
- Сегелерит
- Седерхолміт
- Сейлзит
- Селадоніт
- Селвініт
- Селеніт
- Селаїт
- Селітра
  - Амонійна селітра
  - Амонійна селітра
  - Аміачна селітра
  - Барієва селітра
  - Баритова селітра
  - Вапняна селітра
  - Індійська селітра
  - Калійна селітра
  - Магнезіальна селітра
  - Магнієва селітра
  - Кальцієва селітра
  - Натронна селітра
  - Натрієва селітра
  - Норвезька селітра
  - Чилійська селітра
- Серафініт
- Сервантит
- Сердолік
- Серицит
- Срібло
- Серпентин
- Сибірськіт
- Сидеразот
- Сидерит
- Сидерогель
- Сидеронатрит
- Силіманіт
- Сильваніт
- Сильвін
- Синкозит
- Симплезит
- Симплектит
- Симплотит
- Симферит
- Сингаліт
- Сингеніт
- Синхізит
- Синь
  - синь гірська
  - синь кобальтова
  - синь мідна
  - синь молібденова
  - синь прусська
- Сімонсит
- Сімпсоніт
- Сірка самородна
- Скаполіт
- Скарн
- Склодовськіт
- Скородит
- Скупіт
- Скутерудит
- Слюда
- Смальтин
- Смарагд
- Смарагдит
- Смектити
- Смітсоніт
- Содаліт
- Сонячний камінь
- Спектроліт
- Спекулярит
- Спесартин
- Сподумен
- Ставроліт
- Станін
- Стибарсен
- Стибніт
- Стилуеліт
- Стильбіт
- Стильпномелан
- Стронціаніт
- Стибій самородний
- Стунортопіт[1][2]
- Сульваніт
- Сфалерит
- Сфен

   (угору)

## Т
- Тааффеїт
- Тагіліт
- Тайніоліт
- Таленіт
- Тальк
- Тальк-хлорит
- Тамаругіт
- Тангеїт
- Танзаніт
- Танталіт
- Тапіоліт
- Тараміт
- Тарасовіт
- Тасманіт
- Таумасит
- Тектицит
- Телевізійний камінь
- Телур самородний
- Телур (мінерал)
- Телурит
- Тенантит
- Тенардит
- Теніт
- Тенорит
- Тера-Лемнія
- Тера-Сієна
- Терлінгуаїт
- Термоерогеніт
- Тернебоміт
- Терновськіт
- Тетраедрит
- Тефроїт
- Тигрове око
- Тиманіт
- Типлеїт
- Тиреліт
- Титаномаггеміт
- Тінгуаїт
- Тіроліт
- Титаніт
- Тихіт
- Тоберморит
- Тодорокіт
- Томсоніт
- Топаз
- Торберніт
- Торейїт
- Торіїстий флюоресціюючий мінерал
- Торогуміт
- Тороліт
- Травертин
- Трегерит
- Тремоліт
- Тридиміт
- Трикальсиліт
- Трипліт
- Троїліт
- Трона
- Тугуаліт
- Туліт
- Тунгусит
- Тундрит
- Тункіт
- Турмалін
- Тухоліт
- Тюрингіт
- Тюямуніт

   (угору)

## У
- Уайрауїт
- Уайтит
- Уайтменіт
- Уакіт
- Уваніт
- Уваровіт
- Уеделіт
- Уїнтаїт
- Улексит
- Улричит
- Ульвошпінель
- Унгаретиїт
- Уоджиніт
- Уолстроміт
- Уралборит
- Ураліт
- Уралоліт
- Урамфіт
- Уранініт
- Уранопіліт
- Ураносферит
- Уранофан
- Ураноцирцит
- Уеріїт
- Усингіт

   (угору)

## Ф
- Фабіаніт
- Фавас
- Файрчильдит
- Факоліт (мінералогія)
- Фарингтоніт
- Фармаколіт
- Фасаїт
- Фаулерит
- Фаяліт
- Федорит
- Федоровіт
- Федоровськіт ‎
- Фейгіїт
- Фельшебаніїт
- Фемоліт ‎
- Фенакіт
- Ферганіт
- Фергусоніт
  - β-фергусоніт
- Феримолібдит
- Фероселадоніт
- Ферит
- Фериторит
- Ферморит
- Фероаксиніт
- Ферогексагідрит
- Ферогіперстен
- Фероглаукофан
- Фероксигіт
- Фероплатина
- Фероселіт
- Феросиліт
- Ферсманіт
- Ферсміт
- Феручит
- Фіаніт
- Філіпсит
- Флейшерит
- Флогопіт
- Флуорапатит
- Флюеліт
- Флюоборит
- Флюорит
- Флюоцерит
- Фогліт
- Фольбортит
- Форманіт
- Форнацит
- Форстерит
- Фосфосидерит
- Фосфофіліт
- Франклініт
- Фрейєслебеніт
- Фриделіт
- Фройденбергіт
- Фроловіт
- Фронделіт
- Фуксит

   (угору)

## Х
- Хаггертіїт
- Халцедон
  - сердолік
  - сардер
  - хризопраз
  - празем
  - геліотроп
  - агат
  - онікс
- Халькантит
- Халькоалюміт
- Халькозин
- Халькопірит
- Халькофаніт
- Халькофіліт
- Хатрурит
- Хекбоміт
- Хіастоліт
- Хібініт
- Хізлевудит
- Хлораргірит
- Хлоантит
- Хлорапатит
- хлоритоїд
- Холмквістит
- Хондродит
- Хрестовий камінь
- Хризоберил
- Хризокола
- Хризоліт
- Хризопраз
- Хромамезит
- Хромдіопсид
- Хроміт
- Хуанхеїт-(Се)
- Хунчжаоїт
- Х'юетит
- Х'юмаліт

   (угору)

## Ц
- Цезароліт
- Цейнерит
- Целестин
- Цельзіан
- Цеманіт
- Цеофіліт
- Церит ‎
- Церулеолактит
- Церусит
- Церфосфоргатоніт
- Цизит
- Цилерит
- Цинк (мінерал)
- Цинкеніт
- Цинкокопіапіт
- Цинвальдит
- Ципеїт
- Циркон
- Циртоліт
- Цитрин
- Ціанотрихіт
- Цоїзит
- Цумґаліт

   (угору)

## Ч
- Чалчихуїтл
- Чан'езит-(Y)
- Чаоїт
- Чарнокіт
- Чароїт
- Часоврит
- Чевкініт
- Чемберсит
- ченіт
- Чернь уранова
- Черчит
- Чирвінськіт
- Чорнобиліт
- Чорноморит
- Чума олов'яна
- Чурсиніт
- Чухровіт

   (угору)

## Ш
- Шабазит
- Шавезит
- Шадлуніт
- Шайрерит
- Шамозит
- Шаноніт
- Шапбахіт
- Шауртеїт
- Шафарцикіт
- Шварцембергіт
- Швертманніт
- Шегреніт
- Шеєліт
- Шеніт
- Шериданіт
- Шерл
- Шерліт
- Шетелігіт
- Широкшиніт
- Шланіт
- Шмальтин
- Шпінель
- Шрауфіт
- Шрейберзит
- Шрекінгерит
- Штафеліт
- Штернбергіт
- Штольцит
- Штренгіт
- Штрунцит
- Штютцит
- Шуйськіт
- Шунгіт
- Шутеїт

   (угору)

## Щ
- Щербаковіт
- Щербинаїт

   (угору)

## Ю
- Юаніт
- Юконіт
- Юнгіт
- Юріїт
- Юсит
- Ютаїт
- Ютенбогардтит
- Юшкініт

   (угору)

## Я
- Явапайїт
- Ягоїт
- Якобсит
- Якупірангіт
- Яліміт
- Ялпаїт
- Яматоїт
- Ярліт
- Ярозит
- Ярославіт
- Яхонт
- Яшма
  - Орбікулярна яшма

   (угору)